# ووستر (حوزه سرشماری)، ورمانت
ووستر (به انگلیسی: Worcester) یک منطقهٔ مسکونی در ایالات متحده آمریکا است که در ووستر واقع شده‌است. ووستر ۰٫۱۷ کیلومتر مربع مساحت و ۱۱۲ نفر جمعیت دارد و ۲۳۶٫۲۲ متر بالاتر از سطح دریا واقع شده‌است.